# مایالن کورات
مایالن کورات (اسپانیایی: Maialen Chourraut‎؛ زادهٔ ۸ مارس ۱۹۸۳) یک قایقران کایاک اهل اسپانیا است. وی برنده مدال طلا بازی‌های المپیک تابستانی ۲۰۱۶ است.